# مقاطعة بوتنام (إلينوي)
مقاطعة بوتنام (بالإنجليزية: Putnam County)‏ هي إحدى المقاطعات في ولاية إلينوي في الولايات المتحدة الأمريكية.

## معرض صور

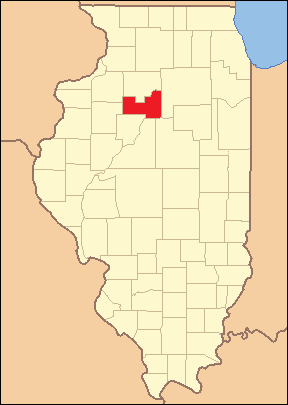
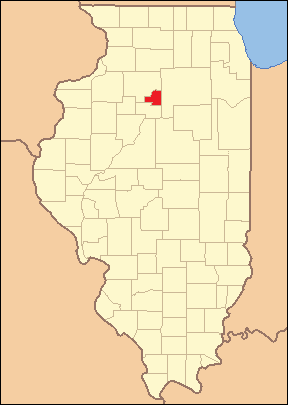
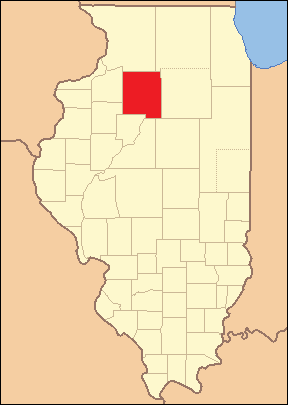
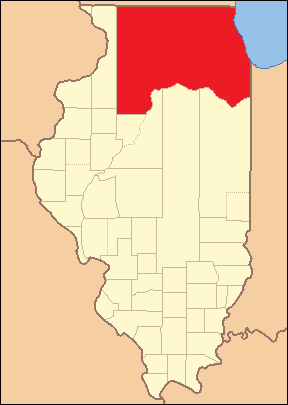
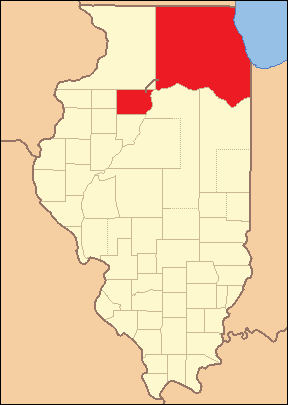